# Andreya Triana
Andreya Triana est une chanteuse, auteur-compositrice et interprète originaire du sud-est de Londres résidant actuellement à Brighton.

## Jeunesse
Andreya Triana a grandi dans une ambiance multiculturelle. Elle commence à chanter dès l'âge de 7 ans, en s'inspirant de l'ambiance, des images et les sons de la banlieue de Londres. Sa passion précoce pour la musique se traduit par l'écriture de poèmes, la réalisation de mix-tapes maison, et l'enregistrement de compositions sur des cassettes audio. Elle déménage à Worcester dans le West Midlands à 14 ans, puis à 17 ans elle commence à chanter dans une petite salle de concert dont le propriétaire, ayant remarqué son talent, l'avait recommandée à un collectif de musiciens du nom de Bootis. Elle forge son éducation musicale avec ce collectif.
Pendant ses études de technologie du son à Leeds, Andreya reforme Bootis avec de nouveaux membres et de nouvelles influences : jazz, funk et neo soul. Avec ce nouveau line-up de musiciens et de producteurs Andreya affine ses compétences de chanteuse, auteur-compositrice et interprète. Le groupe Bootis joue et enregistre un grand nombre de morceaux en deux ans, avant de donner son dernier concert au Live 8 en 2005 à Édimbourg face à un public de 20 000 personnes.
Pendant sa dernière année d'études, Andreya travaille sur 8 pièces Latin jazz et se lance dans une carrière solo au Royaume-Uni. Une multitude de collaborations suivent, mais elle continue à s'enregistrer en solo sur un projet qu'elle appelle FreeFlo Sessions. Grâce à ces enregistrements elle est sélectionnée parmi 60 personnes dans le monde pour l'édition 2006 du RedBull Music Academy, ce qui lui permet de rencontrer de nouveaux musiciens et producteurs. Depuis son retour de la RedBull Music Academy, Andreya parcourt le monde pour donner des concerts et travailler sur des projets musicaux, notamment avec les Mizell Brothers.

## Premiers succès

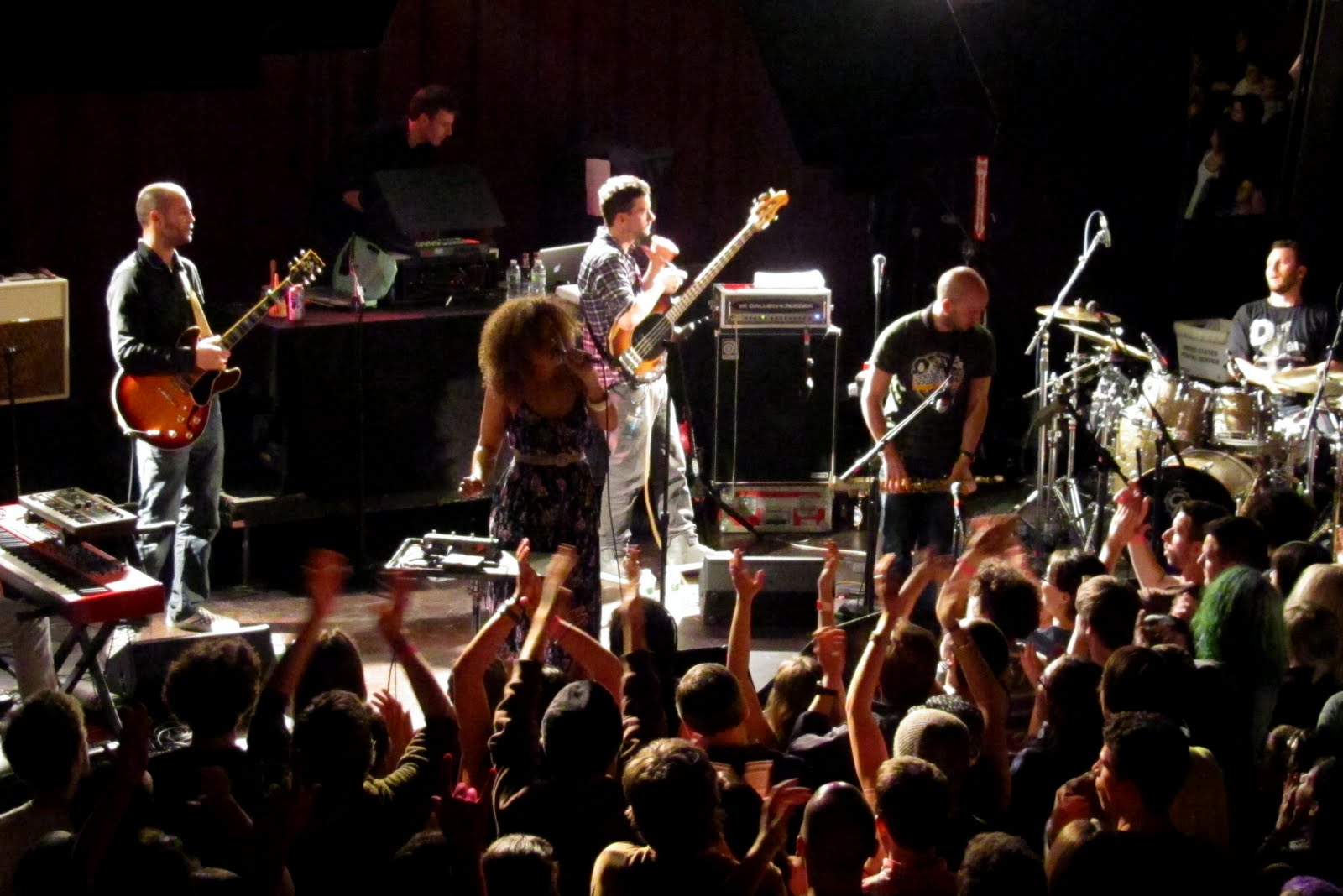
Bonobo (live band) en avril 2010 avec Andreya Triana

En 2007, Andreya collabore avec des artistes expérimentaux renommés à l'exemple de Mr. Scruff, ou de Flying Lotus. Ces collaborations reçoivent des critiques élogieuses et sont diffusées sur la radio BBC Radio 1. Désormais forte d'une grande expérience, Andreya se consacre à l'écriture de son premier album solo dans sa résidence de Brighton.
En 2009, Simon Green, producteur londonien plus connu sous le nom de Bonobo, dont trois albums sont déjà parus chez le label Ninja Tune, lui propose de travailler avec lui. À l'été 2009, Andreya chante sur un premier EP de Bonobo appelé The Keeper. C'est un succès, qui annonce le nouvel album de Bonobo intitulé Black Sands sorti en mars 2010, sur lequel Andreya chante trois pistes.
En échange, Bonobo réalise entièrement l'instrumental de l'album solo d'Andreya Triana, Lost Where I Belong paru en septembre 2010, toujours chez Ninja Tune, et précédé d'un EP éponyme en avril 2010.
Andreya Triana est alors proclamée par les Français "nouvelle égérie du label Ninja Tune", du fait qu'elle soit la première femme à entrer dans le catalogue des artistes du célèbre label britannique.
Depuis, Andreya Triana tourne en Europe et aux États-Unis avec Bonobo. Elle alterne concerts acoustiques sous son propre nom, et chanteuse dans le groupe de Bonobo.

## Discographie

### LP
- Lost Where I Belong (Ninja Tune - ZEN155, 06/09/10)

### EP
- Lost Where I Belong EP (Ninja Tune - ZENDNLS254, 17/04/10)
- Bonobo - Eyesdown (feat. Andreya Triana) EP (Ninja Tune - ZEN12258, 17/03/10)
- Bonobo - The Keeper (feat. Andreya Triana) EP (Ninja Tune - ZEN12247, 19/10/09)
- Bonobo - Stay the same (feat. Andreya Triana) EP (Ninja Tune - ZEN12247, 19/10/09)

### Album
- "Giants" sorti le 4 mai 2015 (Label: Counter Records)